# X264
x264 est une bibliothèque libre sous licence publique générale GNU issue du projet VideoLAN permettant de coder des flux vidéo H.264 (appelé aussi MPEG-4 Part 10 ou MPEG-4 AVC).
Mozilla a préféré, en octobre 2013 le codec ouvert OpenH264, la société Cisco Systems se portant garant des risques juridiques liés aux brevets.
Cette bibliothèque remplace petit à petit les anciens standards très utilisés DivX et Xvid qui permettent de coder des flux vidéo MPEG-4 Part 2. Elle est elle-même en voie de remplacement par la bibliothèque x265 qui permet de coder des flux vidéo H.265 (appelé aussi MPEG-H HEVC) en réutilisant entre autres plusieurs de ses algorithmes.

## Capacités
En 2008, c'est l'un des codecs publics AVC les plus avancés. C'est également un des seuls codecs AVC High Profile publiquement disponibles. Il supporte :
- CABAC (Context-based Adaptive Binary Arithmetic Coding) et CAVLC (Context-based Adaptive Variable Length Coding)
- MRF (Multiple Reference Frames)
- Tous les types de macroblocs intrapolés (16x16, 8x8 et 4x4 — 8x8 font partie de AVC High Profile)
- Tous les types de macroblocs P-frame interpolés
- Les types de macroblocs B-interpolés de 16x16 à 8x8
- Optimisation du taux de distorsion
- De multiples modes de contrôle de taux : quantification constante, qualité constante, ABR simple ou multipasse avec option VBV
- Détection des coupures de scènes
- Placement adaptatif des B-Frames, avec l'option de garder les B-Frames en tant qu'images de référence, ordre des trames arbitraire avec choix du nombre de B-Frames.
- Transformée spatiale adaptative 8x8 et 4x4 (High Profile)
- Mode sans pertes
- Matrice de quantification personnalisée (High Profile)
- Codage parallèle sur plusieurs processeurs
- Support d'entrelacement
- Optimisations pour les processeurs x86, MIPS, PowerPC, ARM (ARMv7 et Aarch64), ainsi que les SIMD (SSE pour x86, ARM NEON pour ARMv7/v8, AltiVec pour PowerPC, et MIPS SIMD) et OpenCL.

## x264vfw
Certains logiciels de compression vidéo encore très utilisés car très performants, comme VirtualDub et ses Mods, ont besoin de la version VFW (Video For Windows) pour compresser en H264. VirtualDub2 permet d'utiliser les 2 versions.
Le logiciel all-in-one Gordian Knot a aussi besoin de la version VFW pour compresser en H264.
La dernière version VFW est la révision 2851 datant du 30 juillet 2017.

## Comparaison avec d’autres codecs
x264 a reçu des récompenses dans les comparatifs de codecs suivants :
- Doom9’s 2005 codec shoot-out[3];
- Second annual MSU MPEG-4 AVC/H.264 codecs comparison[4];
- MSU Subjective Comparison of Modern Video Codecs[5].

## Projets utilisant x264
- OGMRip
- Avidemux
- ffdshow
- FFmpeg
- HandBrake
- MEncoder
- VLC media player
- MPlayer
- VirtualDub
- Linphone
- XMedia Recode